# 解限机
《解限机》是金山软件子公司西山居开发的一款机甲射击游戏，于2023年遊戲大獎正式公告。
该游戏正式定档2025年7月2日在PC、Steam、Xbox平台公测，游戏支持跨平台互通，语言包括簡體中文、繁體中文、英语、日语、韓文、泰文等11种语言。2月9日西山居宣布将在Xbox Series X/S首发，2月23日开启全球风暴Steam DEMO测试。

## 背景剧情
在架空时间线的2082年，日冕巨量噴發导致地磁场近乎消失，地质活动异常加速，超大地震和火山活动不断，导致EIC（Eruptive Inorganic Carbide）喷薄而出。EIC的出现导致了芯石污染和褪色灾害，对生态系统和人类社会造成了巨大影响。大灾难改变了全球地貌，幸存者们在重建家园的同时，也面临着芯石污染和褪色区的威胁。

### 芯石与褪色灾害
碳硅能源矿物“EIC”（芯石）的原理仍存在谜团，可以确定的是它具有强烈的致病性和扩散性。被称为“褪色区”的高污染区域很快席卷全球......世界逐渐分为了战略同盟、联合体、大洋联邦、月海共同体等阵营。尽管人类对EIC的恐惧日益加深，为了能源和技术的需求，仍有无数人冒险深入褪色区开采芯石，围绕这一资源爆发了无数摩擦与冲突。

### 机兵
大灾难摧毁了全球交通网，传统车辆无法适应破碎的地形，而月球人发明的步行机械逐渐占据了主流，步行机械可用作武装机兵。特别是三代机兵的出现，彻底改变了战争形式。这种“意识投影型机兵”通过EIC超级电脑“C脑”中继实现脑机连接，使驾驶员的意识直接参与机体运算，从而极大提升了机体性能。

### 月虹
在这一背景下，“月虹”组织应运而生。这是一个独立于各大阵营的强大武装力量，在全球范围内展开行动。他们利用解限型机兵部队应对芯石引发的褪色危机，同时试图揭开芯石的本质。面对即将在两百年内吞没全球的褪色灾害，“月虹”试图寻找一条超越“对抗、适应或逃亡”的全新道路。

## 玩法
游戏有几种不同的模式，主要通过团队对抗或达成某种目标。玩家从五种分工中选择多个机甲角色：造成大部分伤害以攻击或防御控制点的攻击机、可以吸收大量伤害的防御机，和为队友提供治疗或其他增益的支援机，以及格斗机，狙击机等。
除了玩家操控角色外，还开放另外3位NPC驾驶员。驾驶员随玩家一同出击战场，在驾驶员登录驾驶舱、机甲出击、机甲坠毁驾驶舱弹出和对局结算时驾驶员会参与动画演出。

### 机甲设计
- 玩家可自定制自己的专属机甲及机甲涂装。

### 对战模式
- 分为6V6和3V3两种规模的团队玩家對戰。

### 副本模式
- 6人小队副本玛什马克群岛（PvPvE），探索分布于群岛各处的重要据点并与守军和巨型机兵和战舰BOSS交战，获取作战物资，并在脉冲暴扩散前抓住时机完成撤离，保障战术物资与作战数据的安全返回。[9]

## 评价
- PC Gamer：《解限机》像是《守望先锋》与《装甲核心VI: 境界天火》的一次融合，但又展现出了其独立于二者的特殊气质。[10]
- IGN：《解限机》的高速战斗令人联想到《飞翼高达》的经典记忆，操作流畅如《龙珠》。[11]
- Hardcore Gamer：对中低端设备的优化远超同类竞品，画面表现不输3A游戏。